# Régime diabétique
Un régime alimentaire pour diabétiques est un régime utilisé par les personnes atteintes de diabète sucré ou d'hyperglycémie pour réduire les symptômes et les conséquences dangereuses de la maladie.
Puisque les glucides sont le macronutriment qui augmente le plus la glycémie, le débat le plus important est de savoir à quel point le régime alimentaire devrait être faible en carbohydrates. En effet, bien que réduire l'apport en glucides aide à réduire la glycémie, un régime alimentaire pauvre en glucides va à l'encontre de la conception traditionnelle selon laquelle les glucides devraient être la principale source de calories. Les recommandations concernant la fraction des calories totales à obtenir à partir des glucides vont généralement de 20 % à 45% mais peuvent aller de 16 % à 75%,.
Pour les personnes en surpoids et obèses atteintes de diabète de type 2, tout régime amaigrissant auquel la personne adhère et sur laquelle il est susceptible de perdre du poids est au moins partiellement efficace,.
La recommandation la plus commune est que le régime alimentaire soit faible en sucre et en glucides raffinés, tout en étant relativement riche en fibres alimentaires, en particulier en fibres solubles. Les personnes atteintes de diabète sont également encouragées à prendre de petits repas fréquents. De même, les personnes diabétiques peuvent être encouragées à réduire leur consommation de glucides à indice glycémique élevé (IG), bien que cela reste également controversé. (En cas d'hypoglycémie, il leur est conseillé de consommer des aliments ou des boissons pouvant faire augmenter rapidement le taux de glucose dans le sang, tels que des boissons sportives sucrées, suivis d'un hydrate de carbone à action prolongée (tel que du pain de seigle) afin d'éviter tout risque d'hypoglycémie. D'autres s'interrogent sur l'utilité de l'index glycémique et recommandent des aliments à IG élevé, tels que les pommes de terre et le riz[réf. nécessaire]. Il a été réclamé que l'acide oléique a un léger avantage sur l'acide linoléique en réduisant le glucose de plasma.

## Historique
Il existe depuis longtemps un traitement diététique du diabète sucré qui était utilisé en Égypte depuis 3 500 av J.-C., et en Inde par Sushruta et Charaka il y a plus de 2 000 ans. Au XVIIIe siècle, John Rollo a soutenu que la restriction calorique pourrait réduire la glycosurie dans le diabète.
Frederick Madison Allen et Elliott Joslin qui, au début du XXe siècle, avant la découverte de l'insuline, recommandèrent aux diabétiques de ne consommer qu'un régime hypocalorique et presque sans glucides pour prévenir l'acidocétose qui leur était mortelle. Bien que cette approche puisse prolonger la vie d'une période limitée, les patients ont développé divers autres problèmes médicaux.
L'introduction de l'insuline par Frederick Banting en 1922 a donné aux patients plus de flexibilité dans leur alimentation.

## Schéma d'échange
Dans les années 1950, l’American Diabetes Association, en collaboration avec le US Public Health Service, a introduit le "système d’échange". Cela a permis aux gens d’échanger des aliments ayant une valeur nutritionnelle similaire (par exemple, des glucides) contre un autre. Par exemple, si vous souhaitez avoir plus de glucides que la normale pour le dessert, vous pouvez réduire la consommation de pommes de terre dès le premier plat. Le système d'échange a été révisé en 1976, 1986 et 1995.

## Développements ultérieurs
Aujourd'hui, tous les diététiciens spécialisés en diabète ne recommandent pas le système d'échange. Au lieu de cela, ils sont susceptibles de recommander un régime alimentaire sain typique: riche en fibres, avec une variété de fruits et de légumes, et pauvre en sucre et en gras, en particulier en gras saturés.
James Anderson a recommandé une alimentation riche en fibres végétales. Cela peut être compris comme la continuation des travaux de Denis Burkitt et Hugh Trowell sur les fibres alimentaires suivant les travaux de Price. Il est toujours recommandé aux personnes atteintes de diabète de suivre un régime riche en fibres alimentaires.
En 1976, Nathan Pritikin a ouvert un centre où les patients étaient soumis à un programme de régime et d'activité physique (le programme Pritikin). Ce régime est riche en glucides et en fibres, avec des fruits frais, des légumes et des grains entiers. Une étude menée à l'UCLA en 2005 a montré que cela avait apporté une amélioration spectaculaire à un groupe de personnes atteintes de diabète ou de pré-diabète en trois semaines, de sorte que près de la moitié ne répondaient plus aux critères de la maladie,,,.
D'autre part, en 1983, Richard K. Bernstein a commencé à traiter les personnes atteintes de diabète et de pré-diabète avec un régime alimentaire contenant très peu de glucides, en évitant les fruits, le sucre ajouté et l'amidon. L’approche de Pritikin et l’approche de Bernstein prescrivent une activité physique conséquente.
Une approche populaire chez certaines personnes atteintes de diabète de type 1 depuis 2000 est connue sous le nom de DAFNE (Ajustement de la dose pour une alimentation normale). Cette approche consiste à estimer la quantité de glucides dans un repas et à modifier la quantité d'insuline injectée en conséquence. Une approche équivalente pour les personnes atteintes de diabète de type 2 est connue sous le nom de DESMOND, qui signifie éducation au diabète et autogestion pour le diabète connu ou de diagnostic récent. DAFNE a un bulletin d’information et a reçu une recommandation.

## Les glucides
En 1994, l’American Diabetes Association avait recommandé que 60 à 70 % de l’apport calorique soit sous forme de glucides. Comme mentionné ci-dessus, ceci est controversé, certains chercheurs affirmant que 40 % de glucides voire moins est préférable, alors que d'autres continuent à prôner les bénéfices d'un régime riche en fibres et en glucides.
Un article résumant l'opinion de l'American Diabetes Association contient les déclarations suivantes :
- "Les aliments contenant du saccharose peuvent être substitués à d'autres glucides dans le régime alimentaire ou, s'ils sont ajoutés au régime alimentaire, contrebalancé par un supplément d'insuline ou d'autres médicaments hypoglycémiants. Il faut veiller à éviter un apport énergétique excessif. "
- Le saccharose n'augmente pas la glycémie plus que le même nombre de calories absorbées sous forme d'amidon[21],[22].
- Il n'est pas recommandé d'utiliser du fructose en tant qu'édulcorant car il pourrait avoir des effets néfastes sur les lipides plasmatiques[22].
- Des avantages peuvent être obtenus par la consommation de fibres alimentaires.

Francis (1987) souligne que les preuves suggèrent que les glucides consommés avec des fibres alimentaires auront moins d’effet sur l’augmentation de la glycémie que la même quantité de glucides consommée seule[réf. nécessaire]. En raison de leurs niveaux élevés de fibres alimentaires, certains aliments sont considérés comme particulièrement bénéfiques pour les personnes diabétiques telles que les légumineuses, les noix, les fruits et les légumes.
Ce qui n’a généralement pas été inclus dans les recommandations du régime alimentaire des diabétiques, c’est la variation de l’effet de différents glucides. Il a été recommandé que les glucides consommés par les diabétiques soient des glucides complexes.

## Alternatives à faible teneur en glucides
Un régime alimentaire faible en glucides ou à faible indice glycémique peut constituer une option alimentaire efficace pour gérer le diabète de type 2. Celles-ci ont été promues comme efficaces en réduisant les pics de glycémie après avoir mangé. Cependant, la principale contribution pourrait être que les personnes obèses ou obèses atteintes de diabète de type 2 perdent souvent du poids en suivant ces régimes,. Tout régime entraînant une perte de poids importante chez les personnes obèses ou obèses souffrant de diabète de type 2 est associé à une amélioration du contrôle de la glycémie,.
Richard K. Bernstein est critique à l'égard du plan de régime standard de l'American Diabetes Association. Son plan comprend un régime pauvre en glucides (30 grammes par jour), avec une surveillance fréquente de la glycémie, un exercice régulier de musculation intense et, pour les utilisateurs d'insuline, de petites injections d'insuline fréquentes si besoin. Son objectif de traitement est "une glycémie proche de la normale" tout le temps.
Le futurologue et transhumaniste Ray Kurzweil, co-auteur de Fantastic Voyage: Vivre assez longtemps pour vivre éternellement (publié en 2004), est un autre critique du programme ADA. Ils décrivent les directives de l'ADA comme "complètement inefficaces". Leurs observations sont que la condition, en particulier à ses débuts, peut être contrôlée par un régime qui réduit fortement la consommation de glucides. Leurs recommandations pour les patients atteints de diabète de type 2 sont un régime qui inclut une réduction des glucides d’un sixième de l’apport calorique total et l’élimination des glucides à forte charge glycémique. Ayant reçu un diagnostic de diabète mais ne présentant plus aucun symptôme de la maladie, Kurzweil est un ardent défenseur de cette approche. Cependant, la prescription de Kurzweil a quelque peu changé entre son livre de 1993. La solution à 10 % pour une vie saine, dans lequel il recommandait que 10 % seulement des calories proviennent de la graisse, et Fantastic Voyage, qui en recommande 25 %.

## Végétalien / végétarien
En se basant sur la preuve selon laquelle des régimes végétaliens bien planifiés peuvent contenir moins d’aliments transformés malsains et de graisses saturées que le régime américain habituel, certaines études ont examiné les interventions végétaliennes (ou Végan) comme traitement possible du diabète de type 2. Ces études ont montré qu'un régime végétalien peut être efficace dans la gestion du diabète de type 2. Les régimes à base de plantes ont tendance à être riches en fibres, ce qui ralentit la vitesse d'absorption du sucre dans le sang. De plus, les glucides simples, abondants dans les aliments transformés, qui ne sont souvent pas végétaliens, peuvent potentiellement augmenter les taux d'HbA1c davantage que d'autres aliments plus sains. Au cours de plusieurs essais cliniques, les participants qui suivaient un régime végétalien présentaient une réduction plus importante de leurs taux d'hémoglobine A1c que ceux qui suivaient le régime recommandé par l'ADA.

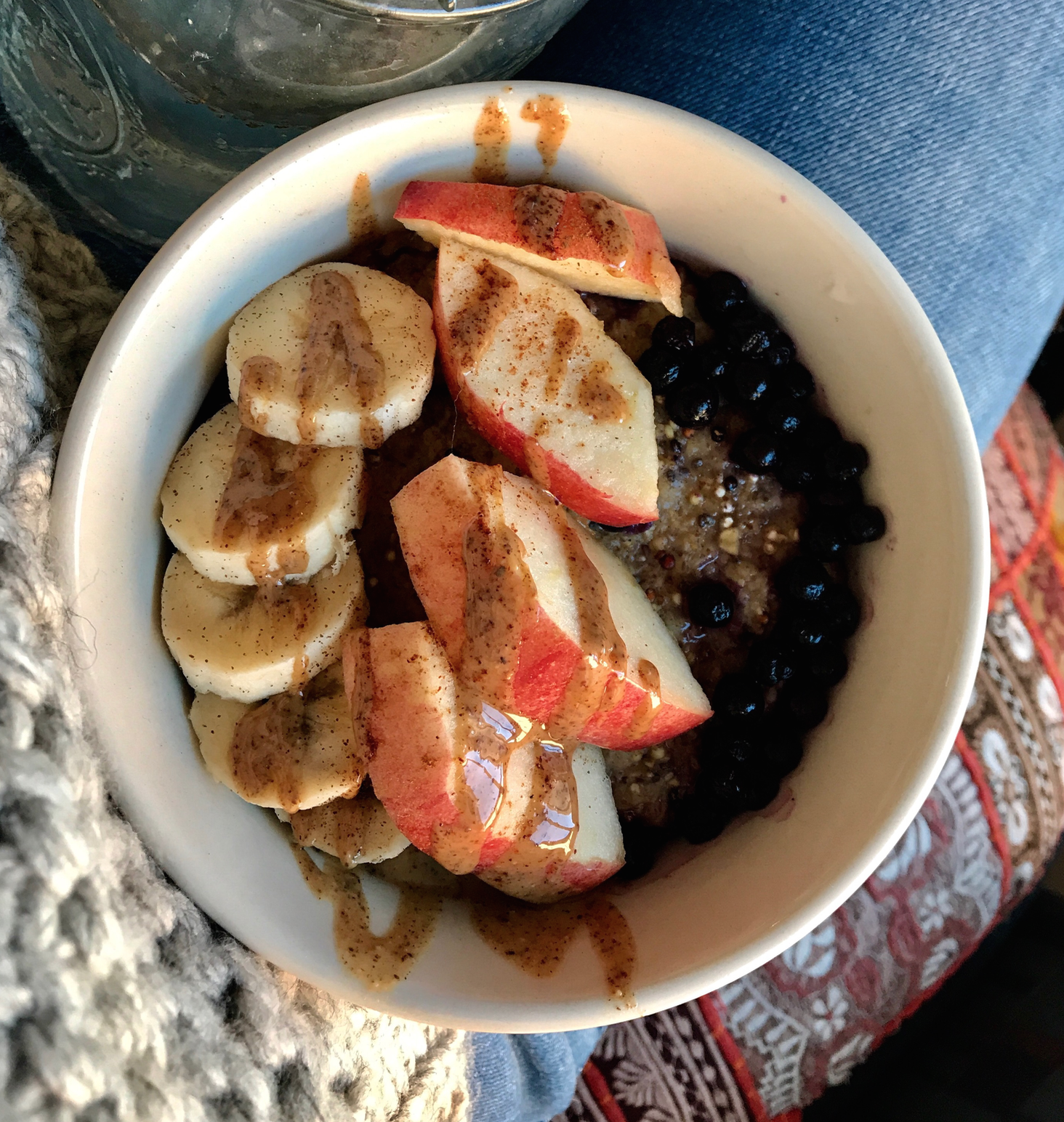
Exemple de petit-déjeuner végétalien riche en fibres, adapté aux personnes souffrant de diabète de type 2.

L'American Diabetes Association (ADA) a publié une déclaration déclarant qu'un régime végétalien était une option saine pour tous les âges. Dans les normes 2018 de l'ADA concernant les soins médicaux dans le diabète, un régime végétalien était même inclus comme option de traitement. Diabetes UK est d' accord et a déclaré que le diabète ne devrait pas empêcher les personnes de devenir végétariennes. En fait, il pourrait être bénéfique pour les personnes diabétiques de devenir végétariennes, car cela réduirait les graisses saturées.
Dans une méta-analyse effectuée en 2017, les auteurs sont convenus de la possibilité qu'un régime végétarien ait des effets préventifs sur le développement du diabète de type 2. Cependant, ils ont conclu qu'il fallait mener davantage de recherches dans ce domaine. Une autre méta-analyse incluant douze études de cohorte a conclu que la consommation de viande rouge était associée à un risque accru de diabète de type 2. Une troisième méta-analyse réalisée en 2013 comparant divers effets sur la santé des régimes alimentaires a conclu qu'un régime à base de plantes riche en aliments entiers, avec peu d'aliments transformés, peut être bénéfique pour le traitement et la prévention du diabète de type 2.

## Moment des repas
Pour les personnes atteintes de diabète, manger sainement ne dépend pas simplement de « ce que l’ on mange », mais aussi du « moment où l’on mange ». Sons Ken, Fox et Judd (1998) posent la question de savoir combien de temps avant un repas il faut injecter de l'insuline. Cela dépend du type que l'on prend et de l'insuline à action rapide, moyenne ou longue. Si le patient vérifie sa glycémie au coucher et qu'elle s’avère faible, par exemple inférieure à 6 millimoles par litre (108 mg/dl), il est conseillé de prendre des glucides à action prolongée avant de se coucher afin d'éviter l'hypoglycémie nocturne. Les sueurs nocturnes, les maux de tête, le sommeil agité et les cauchemars peuvent être un signe d'hypoglycémie nocturne. Les patients doivent consulter leur médecin pour des ajustements à leur schéma d'administration d'insuline s'ils le constatent. Contre-intuitivement, un autre signe possible d'hypoglycémie nocturne est l'hyperglycémie matinale, qui survient lorsque la glycémie devient trop basse pendant la nuit. C'est ce qu'on appelle l'effet Somogyi.
En ce qui concerne le diabète de type 2, le fait de manger la plupart des aliments plus tôt dans la journée peut être associé à une diminution du surpoids et de l'obésité, ainsi qu'à d'autres facteurs réduisant le risque de développer un diabète de type 2.

## Produits spéciaux pour le diabète
Diabetes UK a mis en garde contre l'achat de produits spécialement conçus pour les personnes atteintes de diabète, pour les motifs suivants :
- ils peuvent être chers,
- ils peuvent contenir des niveaux élevés de graisse,
- ils peuvent ne conférer aucun avantage particulier aux personnes atteintes de diabète.

Il convient de noter que le NICE (l'Institut national pour la santé et l'excellence clinique au Royaume-Uni) recommande aux médecins et autres professionnels de la santé de "décourager l'utilisation d'aliments destinés spécifiquement aux personnes atteintes de diabète".
Des recherches ont montré que le champignon Maitake (Grifola frondosa) avait un effet hypoglycémiant et pouvait être bénéfique pour la gestion du diabète,,,,,. Le Maitake abaisse la glycémie car ce champignon agit naturellement comme inhibiteur de l’alpha-glucosidase. D'autres champignons comme le lingzhi,, Agaricus blazei,,,, Agrocybe cylindracea et Cordyceps,,,, réduisent modérément la glycémie, bien que le mécanisme en soit inconnu à ce jour.

## Alcool et médicaments
La modération est conseillée en ce qui concerne la consommation d'alcool et la consommation de certains médicaments. L'alcool inhibe la glycogénèse dans le foie et certains médicaments inhibent les symptômes de la faim. Le jugement, la mémoire et la concentration sont altérés par certains médicaments, ce qui peut conduire à une hypoglycémie. Les personnes diabétiques qui prennent de l'insuline ou des comprimés tels que les sulfonylurées ne doivent donc pas consommer d'alcool à jeun, mais prendre des féculents (tels que du pain ou des chips) en même temps que la consommation d'alcool[citation nécessaire].

## Régimes spécifiques
Le régime Pritikin se compose de fruits, de légumes, de céréales entières, etc., en étant riche en glucides et en fibres alimentaires. Le régime alimentaire est accompagné d'exercice physique.
Régime pauvre en glucides: réduire l'index glycémique de son régime alimentaire peut améliorer le contrôle du diabète,. Cela implique d'éviter des aliments tels que les pommes de terre cuites de certaines manières et le pain blanc. Il favorise plutôt les pains multi-céréales et au levain, les légumineuses et les céréales non raffinées qui sont convertis plus lentement en glucose dans le sang.
Il a été suggéré que l'élimination des glucides du régime alimentaire et leur remplacement par des aliments gras tels que les noix, les graines, la viande, le poisson, les huiles, les œufs, les avocats, les olives et les légumes pourraient aider à inverser le diabète. Les graisses deviendraient la principale source de calories pour le corps et les complications dues à la résistance à l'insuline seraient minimisées.
Régime riche en fibres : Il a été démontré qu'un régime riche en fibres fonctionne mieux que le régime recommandé par l'American Diabetes Association pour contrôler le diabète et peut contrôler le taux de sucre dans le sang avec la même efficacité que les médicaments antidiabétiques oraux,,.
Le régime paléolithique a été montré pour améliorer la tolérance au glucose chez les personnes atteintes de diabète de type 2, de maladie cardiaque ischémique et d'une intolérance au glucose et chez les porcs en bonne santé.
Un régime végétalien faible en gras améliore le contrôle glycémique de la même manière que le régime ADA.
L’American Diabetes Association a approuvé une approche axée sur les aliments naturels pour la gestion du diabète, préconisant « frais, c’est mieux » et évitant les édulcorants artificiels, mais en ingérant des quantités mesurées de fruits frais ou de sucre raffiné.

## Exemple de régime pour diminuer le diabète, le cholestérol et la tension
Voici un exemple de régime qui a permis de faire diminuer le diabète, le cholestérol et la tension en 3 mois sans aucun médicament.
Situation à l'origine: laboratoire de biologie médicale dossier 21902010106 et 21904040118 biochimie sanguine du 08/04/19 , glycémie à jeun : 2.20 g/l , glyquée ( Hb A1c ) : 9,2 % , cholestérol L.D.L 1.64 g/l , tension 17 / 9
Situation après 3 mois : laboratoire de biologie médicale dossier 190719A20077 biochimie sanguine du 19/07/19 , glycémie à jeun : 1.35 g/l , glyquée ( Hb A1C ) : 7.3% , cholestérol L.D.L 1.25 g/l , tension 14 / 7

### Régime strict durant 15 jours à environ 600-800 calories / jour

#### repas du matin
5 cuillères à soupe de flocon d'avoine, 2 cuillères à soupe de compote de pomme, 1 cuillère à soupe de vinaigre de cidre, 1 petite cuillère d'huile de carthame, 1 gousse d'ail, 1 boîte de sardines à l'huile d'olive, 1 yaourt nature, boisson thé non sucré ou eau pour la journée.

#### en-cas si une fringale survient
2 cuillères à soupe de flocons d'avoine, 2 cuillères à soupe de compote de pomme.

#### repas du soir
4 cuillères à soupe de flocons d'avoine, 2 cuillères à soupe de compote de pomme, à volonté légumes verts type haricots verts, épinards, brocolis, salade, persil, ail, huile d'olive, vinaigre de cidre, 1 ou 2 fruits frais, boisson thé non sucré ou eau.

### Régime allégé durant 3 mois

#### repas du matin
5 cuillères à soupe de flocon d'avoine, 2 cuillères à soupe de compote de pomme, 1 cuillère à soupe de vinaigre de cidre, 1 petite cuillère d'huile de carthame, 1 gousse d'ail, 1 boîte de sardines à l'huile d'olive ou 3 blancs d'œuf, 1 yaourt nature, 1 fruit, boisson thé non sucré ou eau pour la journée.

#### en-cas si une fringale survient
2 cuillères à soupe de flocon d'avoine, 2 cuillères à soupe de compote de pomme.

#### repas du soir
4 cuillères à soupe de flocon d'avoine, 2 cuillères à soupe de compote de pomme, à volonté légumes verts type haricots verts, épinards, brocolis, salade, persil, aïl, huile d'olive, vinaigre de cidre, au choix : poisson blanc, moules, coquillages, crustacés ou blanc de volaille, 1 ou 2 fruits frais, boisson thé non sucré ou eau.
Pas de pain ou biscottes, pas de sucre, pas de riz, pâtes ou féculents, pas de beurre, pas de charcuterie, pas de pâtisserie.

### Citations
1. 1 2  « diabetes.org/mfa-recipes/about… »(Archive.org • Wikiwix • Archive.is • Google • Que faire ?).
2. ↑  « Critical review of the international guidelines: what is agreed upon--what is not? », Nestle Nutrition Workshop Series. Clinical & Performance Programme, vol. 11,‎ 2006, p. 207–18; discussion 218 (ISBN 3-8055-8095-9, PMID 16820742, DOI 10.1159/000094453)
3. 1 2 3  « The effect of macronutrients on glycaemic control: a systematic review of dietary randomised controlled trials in overweight and obese adults with type 2 diabetes in which there was no difference in weight loss between treatment groups », The British Journal of Nutrition, vol. 114, no 10,‎ novembre 2015, p. 1656–66 (PMID 26411958, PMCID 4657029, DOI 10.1017/S0007114515003475)
4. 1 2 3  « Weight Loss and the Prevention and Treatment of Type 2 Diabetes Using Lifestyle Therapy, Pharmacotherapy, and Bariatric Surgery: Mechanisms of Action », Current Obesity Reports, vol. 4, no 2,‎ juin 2015, p. 287–302 (PMID 26627223, DOI 10.1007/s13679-015-0155-x)
5. ↑  Indice glycémique John McDougall - Pas prêt pour le prime time, The McDougall Newsletter, juillet 2006
6. ↑  « Dietary fats and diabetes mellitus: is there a good fat? », Current Diabetes Reports, vol. 1, no 2,‎ octobre 2001, p. 161–9 (PMID 12643112, DOI 10.1007/s11892-001-0029-3)
7. 1 2 3  Scaramuzza, de Beaufort et Hanas 2016.
8. ↑  « History of Diabetes », Healthline, San Francisco, Healthline Media (consulté le 19 mars 2018)
9. 1 2  Roberts, « Sickening sweet », Distillations, vol. 1, no 4,‎ 2015, p. 12–15 (lire en ligne, consulté le 20 mars 2018)
10. ↑  Amy Rachel Peterson et Karen Hanson Chalmers, 16 Myths of a Diabetic Diet, Alexandria, VA, American Diabetes Association, 1999 (ISBN 1-58040-031-0), p. 85
11. ↑  Anderson & Ward, 1979; cité dans Murray & Pizzorno, 1990.
12. ↑  Hugh C. Trowell et Denis P. Burkett, Western diseases: their emergence and prevention, Cambridge, MA, Harvard University Press, 1981, xiii–xvi (ISBN 0-674-95020-8)
13. ↑  Murray & Pizzorno, 1990.
14. ↑  « Physical activity and dietary intervention for chronic diseases: a quick fix after all? », Journal of Applied Physiology, vol. 100, no 5,‎ mai 2006, p. 1439–40 (PMID 16614361, DOI 10.1152/japplphysiol.01586.2005)
15. ↑  « Effect of a short-term diet and exercise intervention on oxidative stress, inflammation, MMP-9, and monocyte chemotactic activity in men with metabolic syndrome factors », Journal of Applied Physiology, vol. 100, no 5,‎ mai 2006, p. 1657–65 (PMID 16357066, DOI 10.1152/japplphysiol.01292.2005, lire en ligne)
16. ↑  « Effects of exercise and diet on chronic disease », Journal of Applied Physiology, vol. 98, no 1,‎ janvier 2005, p. 3–30 (PMID 15591300, DOI 10.1152/japplphysiol.00852.2004, lire en ligne)
17. ↑  Shaoni Bhattacharya "Un régime de trois semaines limite le diabète", New Scientist, 13 janvier 2006
18. ↑  « DAFNE Home »
19. ↑  « Effects of varying carbohydrate content of diet in patients with non-insulin-dependent diabetes mellitus », JAMA, vol. 271, no 18,‎ mai 1994, p. 1421–8 (PMID 7848401, DOI 10.1001/jama.271.18.1421)
20. ↑  « Beneficial effects of a high carbohydrate, high fiber diet on hyperglycemic diabetic men », The American Journal of Clinical Nutrition, vol. 29, no 8,‎ août 1976, p. 895–9 (PMID 941870, DOI 10.1093/ajcn/29.8.895)
21. 1 2  « Nutrition recommendations and interventions for diabetes--2006: a position statement of the American Diabetes Association », Diabetes Care, vol. 29, no 9,‎ septembre 2006, p. 2140–57 (PMID 16936169, DOI 10.2337/dc06-9914)
22. 1 2  « Evidence-Based Nutrition Principles and Recommendations for the Treatment and Prevention of Diabetes and Related Complications--2002 », Diabetes Care, vol. 25, no 1,‎ janvier 2002, p. 148-198 (PMID 11772915, DOI 10.2337/diacare.25.1.148)
23. ↑  Ashley Henshaw, « Diabetes Nutrition Tips: 6 Foods You’ll Love », 25 mai 2012 (consulté le 7 janvier 2013)
24. ↑  « Complex Carbohydrates in the Diabetic Diet », The Diabetes Educator, vol. 7, no 3,‎ 1er janvier 1981, p. 37-39 (DOI 10.1177/014572178400700307)
25. ↑  « Low-carbohydrate diet in type 2 diabetes. Stable improvement of bodyweight and glycemic control during 22 months follow-up », Nutrition & Metabolism, vol. 3,‎ juin 2006, p. 22 (PMID 16774674, PMCID 1526736, DOI 10.1186/1743-7075-3-22)
26. 1 2  Richard K Bernstein, Dr Bernstein's Diabetes Solution, New York, NY, Little, Brown and Company, 2007 (ISBN 978-0-316-16716-1, lire en ligne)
27. ↑  (en) F Cucca, « Nutritional factors and worldwide incidence of childhood type 1 diabetes - PubMed », The American journal of clinical nutrition, vol. 71, no 6,‎ 1er juin 2000, p. 1525–1529 (ISSN 0002-9165, PMID 10837294, DOI 10.1093/ajcn/71.6.1525, lire en ligne, consulté le 11 août 2020).
28. ↑  (en) « The Vegan Diet — A Complete Guide for Beginners », Healthline,‎ 2016 (lire en ligne)
29. 1 2  (en-US) « Type 2 Diabetes and Vegan Diets – Vegan Health », veganhealth.org (consulté le 18 mars 2018)
30. ↑  (en-US) « Fiber in Plant-Based Diets », VegKitchen,‎ 2008 (lire en ligne)
31. ↑  (en) « Type 2 Diabetes and Food Choices -  Health Encyclopedia - University of Rochester Medical Center », www.urmc.rochester.edu (consulté le 18 mars 2018)
32. ↑  « Position of the American Dietetic Association: vegetarian diets », Journal of the American Dietetic Association, vol. 109, no 7,‎ juillet 2009, p. 1266–82 (PMID 19562864, DOI 10.1016/j.jada.2009.05.027)
33. ↑  « Adherence to a Vegetarian Diet and Diabetes Risk: A Systematic Review and Meta-Analysis of Observational Studies », Nutrients, vol. 9, no 6,‎ juin 2017 (PMID 28613258, PMCID 5490582, DOI 10.3390/nu9060603)
34. ↑  « Meat consumption and the risk of type 2 diabetes: a systematic review and meta-analysis of cohort studies », Diabetologia, vol. 52, no 11,‎ novembre 2009, p. 2277–87 (PMID 19662376, DOI 10.1007/s00125-009-1481-x)
35. ↑  « A plant-based diet for the prevention and treatment of type 2 diabetes », Journal of Geriatric Cardiology, vol. 14, no 5,‎ mai 2017, p. 342–354 (PMID 28630614, PMCID 5466941, DOI 10.11909/j.issn.1671-5411.2017.05.009)
36. ↑  (en) « Nighttime Hypoglycemia : Definition and Overview », sur diabetesselfmanagement.com, 13 juin 2006 (consulté le 11 août 2020).
37. ↑  « Timing of food intake: Sounding the alarm about metabolic impairments? A systematic review », Pharmacological Research, vol. 125, no Pt B,‎ novembre 2017, p. 132–141 (PMID 28928073, DOI 10.1016/j.phrs.2017.09.005)
38. ↑  « Diabetic foods – Joint statement on ‘diabetic foods’ from the Food Standards Agency and Diabetes UK » [archive du 28 novembre 2006], Positional statements, Diabetes UK, juillet 2002 (consulté le 22 octobre 2006)
39. ↑  Directive clinique NICE CG87 sur le diabète de type 2: gestion du diabète de type 2. http://publications.nice.org.uk/type-2-diabetes-cg87
40. ↑  « A possible hypoglycaemic effect of maitake mushroom on Type 2 diabetic patients », Diabetic Medicine, vol. 18, no 12,‎ décembre 2001, p. 1010 (PMID 11903406, DOI 10.1046/j.1464-5491.2001.00532-5.x)
41. ↑  « Anti-diabetic effect of an alpha-glucan from fruit body of maitake (Grifola frondosa) on KK-Ay mice », The Journal of Pharmacy and Pharmacology, vol. 59, no 4,‎ avril 2007, p. 575–82 (PMID 17430642, DOI 10.1211/jpp.59.4.0013)
42. ↑  « Anti-diabetic activity present in the fruit body of Grifola frondosa (Maitake). I », Biological & Pharmaceutical Bulletin, vol. 17, no 8,‎ août 1994, p. 1106–10 (PMID 7820117, DOI 10.1248/bpb.17.1106)
43. ↑  « Submerged culture mycelium and broth of Grifola frondosa improve glycemic responses in diabetic rats », The American Journal of Chinese Medicine, vol. 36, no 2,‎ 2008, p. 265–85 (PMID 18457360, DOI 10.1142/S0192415X0800576X)
44. ↑  « Effects of a water-soluble extract of maitake mushroom on circulating glucose/insulin concentrations in KK mice », Diabetes, Obesity & Metabolism, vol. 4, no 1,‎ janvier 2002, p. 43–8 (PMID 11874441, DOI 10.1046/j.1463-1326.2002.00180.x)
45. ↑  « Maitake (Grifola frondosa) improve glucose tolerance of experimental diabetic rats », Journal of Nutritional Science and Vitaminology, vol. 47, no 1,‎ février 2001, p. 57–63 (PMID 11349892, DOI 10.3177/jnsv.47.57)
46. ↑  « Alpha-glucosidase inhibitor from the seeds of balsam pear (Momordica charantia) and the fruit bodies of Grifola frondosa », Bioscience, Biotechnology, and Biochemistry, vol. 66, no 7,‎ juillet 2002, p. 1576–8 (PMID 12224646, DOI 10.1271/bbb.66.1576)
47. ↑  « Hypoglycemic effect of Ganoderma lucidum polysaccharides », Acta Pharmacologica Sinica, vol. 25, no 2,‎ février 2004, p. 191–5 (PMID 14769208)
48. ↑  « Hypoglycemic effects of Ganoderma applanatum and Collybia confluens exo-polymers in streptozotocin-induced diabetic rats », Phytotherapy Research, vol. 21, no 11,‎ novembre 2007, p. 1066–9 (PMID 17600864, DOI 10.1002/ptr.2214)
49. ↑  « Immunomodulating Activity of Agaricus brasiliensis KA21 in Mice and in Human Volunteers », Evidence-Based Complementary and Alternative Medicine, vol. 5, no 2,‎ juin 2008, p. 205–19 (PMID 18604247, PMCID 2396466, DOI 10.1093/ecam/nem016)
50. ↑  « Anti-diabetic activity of beta-glucans and their enzymatically hydrolyzed oligosaccharides from Agaricus blazei », Biotechnology Letters, vol. 27, no 7,‎ avril 2005, p. 483–7 (PMID 15928854, DOI 10.1007/s10529-005-2225-8)
51. ↑  « The mushroom Agaricus Blazei Murill in combination with metformin and gliclazide improves insulin resistance in type 2 diabetes: a randomized, double-blinded, and placebo-controlled clinical trial », Journal of Alternative and Complementary Medicine, vol. 13, no 1,‎ 2007, p. 97–102 (PMID 17309383, DOI 10.1089/acm.2006.6054)
52. ↑  « Immunological, hematological, and glycemia effects of dietary supplementation with Agaricus sylvaticus on patients' colorectal cancer », Experimental Biology and Medicine, vol. 234, no 1,‎ janvier 2009, p. 53–62 (PMID 18997106, DOI 10.3181/0806-RM-193)
53. ↑  « Structural features and hypoglycemic activities of two polysaccharides from a hot-water extract of Agrocybe cylindracea », Carbohydrate Research, vol. 251,‎ janvier 1994, p. 81–7 (PMID 8149381, DOI 10.1016/0008-6215(94)84277-9)
54. ↑  « Polysaccharides in fungi. XXXII. Hypoglycemic activity and chemical properties of a polysaccharide from the cultural mycelium of Cordyceps sinensis », Biological & Pharmaceutical Bulletin, vol. 16, no 12,‎ décembre 1993, p. 1291–3 (PMID 8130781, DOI 10.1248/bpb.16.1291)
55. ↑  « Polysaccharides in fungi. XXXVI. Hypoglycemic activity of a polysaccharide (CS-F30) from the cultural mycelium of Cordyceps sinensis and its effect on glucose metabolism in mouse liver », Biological & Pharmaceutical Bulletin, vol. 19, no 2,‎ février 1996, p. 294–6 (PMID 8850325, DOI 10.1248/bpb.19.294)
56. ↑  « CordyMax Cs-4 improves glucose metabolism and increases insulin sensitivity in normal rats », Journal of Alternative and Complementary Medicine, vol. 8, no 3,‎ juin 2002, p. 309–14 (PMID 12165188, DOI 10.1089/10755530260127998)
57. ↑  « The anti-hyperglycemic activity of the fruiting body of Cordyceps in diabetic rats induced by nicotinamide and streptozotocin », Life Sciences, vol. 74, no 23,‎ avril 2004, p. 2897–908 (PMID 15050427, DOI 10.1016/j.lfs.2003.11.003)
58. ↑  « Hypoglycemic activity of polysaccharide, with antioxidation, isolated from cultured Cordyceps mycelia », Phytomedicine, vol. 13, no 6,‎ juin 2006, p. 428–33 (PMID 16716913, DOI 10.1016/j.phymed.2005.02.002)
59. ↑  « Diets with a low glycemic index: from theory to practice », Nutrition today, vol. 34, no 2,‎ 1999, p. 64–72 (DOI 10.1097/00017285-199903000-00002)
60. ↑  « Dietary carbohydrate (amount and type) in the prevention and management of diabetes: a statement by the American diabetes association », Diabetes Care, vol. 27, no 9,‎ septembre 2004, p. 2266–71 (PMID 15333500, DOI 10.2337/diacare.27.9.2266)
61. ↑  « Beneficial effects of high dietary fiber intake in patients with type 2 diabetes mellitus », The New England Journal of Medicine, vol. 342, no 19,‎ mai 2000, p. 1392–8 (PMID 10805824, DOI 10.1056/NEJM200005113421903)
62. ↑  « Lipid- and glucose-lowering efficacy of Plantago Psyllium in type II diabetes », Journal of Diabetes and Its Complications, vol. 12, no 5,‎ 1998, p. 273–8 (PMID 9747644, DOI 10.1016/S1056-8727(98)00003-8)
63. ↑  « Sustained pectin ingestion: effect on gastric emptying and glucose tolerance in non-insulin-dependent diabetic patients », The American Journal of Clinical Nutrition, vol. 48, no 6,‎ décembre 1988, p. 1413–7 (PMID 2849298, DOI 10.1093/ajcn/48.6.1413)
64. ↑  
« Beneficial effects of a Paleolithic diet on cardiovascular risk factors in type 2 diabetes: a randomized cross-over pilot study », Cardiovascular Diabetology, vol. 8,‎ juillet 2009, p. 35 (PMID 19604407, PMCID 2724493, DOI 10.1186/1475-2840-8-35)
65. ↑  « A Palaeolithic diet improves glucose tolerance more than a Mediterranean-like diet in individuals with ischaemic heart disease », Diabetologia, vol. 50, no 9,‎ septembre 2007, p. 1795–1807 (PMID 17583796, DOI 10.1007/s00125-007-0716-y)
66. ↑  « A Paleolithic diet confers higher insulin sensitivity, lower C-reactive protein and lower blood pressure than a cereal-based diet in domestic pigs », Nutrition & Metabolism, vol. 3, no 39,‎ novembre 2006, p. 39 (PMID 17081292, PMCID 1635051, DOI 10.1186/1743-7075-3-39)
67. ↑  « A low-fat vegan diet improves glycemic control and cardiovascular risk factors in a randomized clinical trial in individuals with type 2 diabetes », Diabetes Care, vol. 29, no 8,‎ août 2006, p. 1777–83 (PMID 16873779, DOI 10.2337/dc06-0606)
68. ↑  Newgent 2007.

### Sources
- Jackie Newgent, The All-Natural Diabetes Cookbook: 150 high-flavor recipes made with real food, Alexandria, Virginia, American Diabetes Association, 2007, 1–5 p. (ISBN 978-1580402750)
- Research into Childhood-Onset Diabetes: From Study Design to Improved Management, Springer City, 2016 (ISBN 978-3319402406, lire en ligne), p. 91